# Hernandaria setulosa
Hernandaria setulosa is een hooiwagen uit de familie Gonyleptidae.